# Synagoga v Trenčíně
Synagoga v Trenčíně patří k nejkrásnějším a nejzajímavějším dílům svého druhu na Slovensku. Historizující stavba s byzantskými a maursko-orientálními prvky je situována v severním rohu náměstí Ľudovíta Štúra, na místě staré dřevěné synagogy z roku 1781. Postavili ji v roce 1913 podle projektu berlínského architekta Dr. Richarda Scheibnera, narozeného 19. března 1880 v Piešťanech. Projekt realizovala trenčínská stavební firma Fuchs a Niegreisz. Stavební plány z dubna a května roku 1912 jsou dnes uloženy ve Státním okresním archívu v Trenčíně.
Autoři navrhli centrálu se čtvercovým půdorysem překlenutou dominantní mohutnou kupolí na tamburu a pendantivech. Do tohoto prostoru jsou ze tří stran, vstupní a obou bočních, vestavěné stupňovité empory – ezrat našim. Nad každou emporou, stejně jako nad závěrem, se klenou pásy odvalované klenby, čímž vzniká motiv byzantinizujícího schématu řeckého kříže. Na tento centrální prostor se v podélné ose napojuje trojlodní předsíň s hlavním vstupem, vtažená pod emporu, a za závěrem obdélníková přístavba místnosti pro kancelář, která nyní slouží jako modlitebna.
Centrální stavba na čtvercovém půdorysu má sice standardní architektonickou výbavu obvyklou u tehdejších synagog – tvarosloví orientální provenience –, ale použitou zdrženlivě. Její architektura tím získala na ucelenosti. Na některých místech historizující dekorace zcela ustupuje – například na šestidílném okně uprostřed hlavního průčelního štítu. I ústřední prostor je založen na jednoduchosti hlavních oblouků, prostém rytmu oken v patě hlavní klenby a prosvětlenosti interiéru velkými okny. Na budově, která byla dlouho skladištěm, se víc vnitřních prvků nedochovalo. Obnovená je šedomodrá výmalba kopule s orientálním ornamentem.
Fasády jsou komponovány s důrazem na čelní severní a boční západní pohled, protože z ostatních stran je synagoga součástí starší zástavby. Na obou viditelných fasádách se opakuje motiv dvojvěží se štítovým průčelím. Na hlavním průčelí je ve spodní části mezivěžového prostoru situovaný pod kulatým obloukem hlavní vstup, který na boční fasádě nahrazuje arkádová chodba. Tři věže se schodišti vedoucími na empory ukončují kupolky, které spolu s ústřední kupolí dokládají inspiraci byzantskými kupolovými chrámy.
Trenčínskou synagogu můžeme směle považovat za vyvrcholení tradicionalismu, ale v modernistickém duchu. Postsecesní myšlenky ovlivnily některé výtvarné prvky a formy otvorů, které již nemají s historií nic společného. Mříže, zábradlí, výplně oken a dveří nebo dekorativní řešení sběračů vody či svítidla jsou blízké vídeňské secesi a moderně, která i do nejmenšího detailu vnášela nové, dosud nepoužívané formy.
Tuto uměleckohistoricky hodnotnou secesní stavbu postavili s využitím moderní technologie železobetonových konstrukcí s uplatněním dobového historismu. Nacházíme zde i modernistické stylizované maurské a orientální dekorativní motivy.
Synagoga byla slavnostně otevřena a posvěcena v úterý 23. září 1913. V období první republiky měla Trenčínská židovská náboženská obec téměř 2000 členů, takže výstavba nové synagogy byla již opodstatněná. Synagogu využívalo židovské obyvatelstvo do druhé světové války. V roce 1941 ji znesvětili a poškodili příslušníci trenčínské nacistické organizace Freiwillige Schutzstaffel a Hlinkovy gardy, přičemž bylo zničeno i její vnitřní zařízení.
První generální oprava se uskutečnila v letech 1945–1948. Když synagogu převzal do vlastnictví stát, byla od roku 1951 využívána jako skladiště oděvů a pro náboženské účely sloužila jen modlitebna v bývalé místnosti kanceláře. V tomto období došlo k závažnému statickému narušení objektu.
Tato nesporně zajímavá secesní stavba vzbuzovala zájem odborné i laické veřejnosti, proto se v letech 1974–1984 přistoupilo k další rozsáhlé obnově. Cílem této obnovy byla komplexní revitalizace, která by zajistila především vhodné využití a udržení funkčnosti objektu bývalé synagogy. V navrženém projektu zřízení rozsáhlého městského kulturně-společenského centra se plánovalo i divadlo, jehož součástí měly být i renesanční měšťanské domy na východní straně objektu, na Mírovém náměstí č. p. 3 a 5. Tento náročný projekt se nakonec nerealizoval, protože navrhované využití bylo předimenzované. Synagoga byla nakonec obnovena jako výstavní síň, akustické vlastnosti jejího interiéru poskytují vhodné prostředí i koncertním akcím a pro tyto účely se využívá dodnes. V roce 1990 byla v zadní části objektu opět obnovena i malá modlitebna, kde se příležitostně setkává dnes už jen nepočetná skupina židovských věřících.